# 20-я истребительная авиационная дивизия ПВО (1950)
 20-я истребительная авиационная дивизия ПВО (20-я иад) — воинское соединение вооружённых СССР в составе войск ПВО.

## История наименований
За весь период своего существования дивизия наименования не меняла:
- 20-я истребительная авиационная дивизия ПВО;
- Войсковая часть 06530.

## Формирование
20-я истребительная авиационная дивизия сформирована в октябре 1950 года в составе 78-го истребительного авиационного корпуса ПВО 64-й воздушной истребительной армии ПВО на аэродроме в г. Елец.

## Расформирование
20-я истребительная авиационная дивизия в соответствии с директивой Главного штаба Войск ПВО страны расформирована в составе 6-й отдельной армии ПВО на аэродроме Громово Ленинградской области в 1961 году.

## В составе объединений
| Дата          | Округ (район) ПВО              | Армия ПВО                               | Корпус ПВО                                 |
| ------------- | ------------------------------ | --------------------------------------- | ------------------------------------------ |
| 01.10.1950 г. | Московский район ПВО           | 64-я воздушная истребительная армия ПВО | 78-й истребительный авиационный корпус ПВО |
| 01.12.1950 г. | Китай                          | Шанхайский район ПВО                    |                                            |
| 01.10.1950 г. | Ленинградский район ПВО        | 25-я воздушная истребительная армия ПВО |                                            |
| 01.06.1954 г. | Особая Ленинградская армия ПВО |                                         |                                            |
| 01.03.1961 г. | 6-я отдельная армия ПВО        |                                         |                                            |

## Части и отдельные подразделения дивизии
Состав дивизии изменения не претерпевал, в её состав входили полки:
| Период                        | Части                                                                                | Примечание                                                         |
| ----------------------------- | ------------------------------------------------------------------------------------ | ------------------------------------------------------------------ |
| 01.10.1950 г. — 01.03.1961 г. | 57-й гвардейский истребительный авиационный Краснознамённый полк ПВО                 | Таншань, Вещево, МиГ-15, МиГ-17, МиГ-19, передан в 18-й корпус ПВО |
| 01.03.1952 г. — 01.03.1961 г. | 180-й гвардейский истребительный авиационный Сталинградский Краснознамённый полк ПВО | Вещево, Громово, МиГ-15, Як-25М, передан в 18-й корпус ПВО         |
| 01.03.1956 г. — 01.03.1961 г. | 177-й истребительный авиационный полк ПВО                                            | Громово, МиГ-15, МиГ-17                                            |

| МиГ-17 | МиГ-15 | МиГ-17 |

## Базирование
| Период            | Место базирования              |
| ----------------- | ------------------------------ |
| 10.1950 — 11.1950 | Елец,Воронежская область       |
| 12.1950 — 02.1952 | Таншань, Китай                 |
| 03.1952 — 06.1953 | Вещево, Ленинградская область  |
| 06.1953 — 04.1961 | Громово, Ленинградская область |